# 755
Évszázadok: 7. század – 8. század – 9. század
Évtizedek: 700-as évek – 710-es évek – 720-as évek – 730-as évek – 740-es évek – 750-es évek – 760-as évek – 770-es évek – 780-as évek – 790-es évek – 800-as évek
Évek: 750 – 751 – 752 – 753 –  754 – 755 – 756 – 757 – 758 – 759 – 760

## Események

### Európa
- Kis Pippin frank király benyomul Itáliába és Susa mellett legyőzi a longobárdokat. Aistulf longobárd király megígéri, hogy a volt Ravennai Exarchátus területét (nagyjából a Róma és Ravenna közötti régió, beleértve a Pentapolisz adriai városait) átadja II. István pápának.
- Velencében Galla Gaulo erőszakkal lemondatja és megvakíttatja a 13 éve uralkodó dózsét, Teodato Ipatót, helyét pedig maga foglalja el.

### Abbászida Kalifátus
- Al-Manszúr kalifa meggyilkoltatja a a szerinte túlságosan nagyhatalmú Abú Muszlim horászáni kormányzót, aki sokat tett az Abbászidák hatalomra jutásáért. Halálának hírére Szunpad perzsa főúr fellázad és elfoglalja Nisapurt. A kalifa 10 ezres sereget küld ellene, amely leveri a felkelést.
- A szinte teljesen kiirtott Omajjád-dinasztia maradékát befogadó ifríkijai kormányzó a menekültek ellen fordul és Abd al-Rahmán ibn Muávija herceg kénytelen nyugatra menekülni. Szeptemberben partra száll Andalúziában, ahol a tartomány kormányzója, az Omajjádok bukása óta gyakorlatilag önállóan uralkodó Juszuf ibn Abd al-Rahmán al-Fihrí uralmával elégedetlen arabok örömmel fogadják.

### Kelet-Ázsia
- An Lu-san, három északi tartomány katonai kormányzója decemberben fellázad a dekandens Tang-dinasztia uralma ellen és elfoglalja Lojangot, a régi fővárost.
- Egy palotaforradalom során miniszterei meggyilkolják az 50 éve uralkodó Mé Akcom tibeti császárt. Utóda 13 éves fia, Triszong Decen.
- Kóken japán császárnő kínai mintára először rendezteti meg a tanabata fesztivált.

## Születések
- Wala, Martell Károly unokája, Nagy Károly egyik fő tanácsadója
- Aquitániai Szent Vilmos, frank hadvezér, majd szerzetes

## Halálozások
- Abú Muszlim, abbászida hadvezér
- Csang Hszüan, kínai festő

## Fordítás
- Ez a szócikk részben vagy egészben  a(z)   755 című angol Wikipédia-szócikk ezen változatának fordításán alapul.  Az eredeti cikk szerkesztőit annak laptörténete sorolja fel. Ez a jelzés csupán a megfogalmazás eredetét és a szerzői jogokat jelzi, nem szolgál a cikkben szereplő információk forrásmegjelöléseként.